# 三戸部聡大
三戸部 聡大（みとべ そうだい）は、NHKのアナウンサー。

## 人物・来歴
鹿児島県生まれ東京都育ち。
江戸川区立二之江中学校、東京都立青山高等学校、筑波大学体育専門学群を卒業後、2023年4月、NHKに入局。初任地は、福岡放送局。2024年4月に鹿児島放送局に異動。

## 嗜好・挿話
- 趣味は、ランニング、スポーツ観戦、旅[7]。
- 大学時代は、筑波大学陸上競技部[8][9]に所属し、中距離種目の選手だった。在学中に保健体育の教員免許を取得している。
- 2023年5月28日放送の『どーも、NHK』に出演し、自己紹介では「福岡局の三戸部聡大です。私は学生時代陸上競技の中距離種目に打ち込んでいました。福岡でも各地に走りまわって魅力をたくさん発見していきたいと思います。」とアピールした。
- 2023年6月15日放送の九州沖縄のニュースで、テレビでの初鳴きを経験している。

## 現在の担当番組
- 鹿児島県のニュース・中継・リポート
- 情報WAVE845かごしま（ローテーション制）

## 過去の出演番組

### 福岡放送局時代（2023年度）
- どーも、NHK（2023年5月28日・新人お披露目）
- 福岡県・九州沖縄のニュース
- 福岡県の中継・リポート
- はっけんラジオ（ローテーション制）
- ラジオニュース（九州沖縄、R1・FM）の泊まり勤務担当[注釈 1]
- ニュース845福岡（2023年6月15日、6月23日、6月27日）
- ニュース645福岡（2023年6月24日、7月22日、7月29日、10月22日、12月3日）
- 大雨関連特設ニュース（2023年7月9日・全国放送） - 福岡放送局より九州北部地方の災害状況を伝えた[注釈 2]。
- 在福民放＋NHKラジオ6局同時生放送「ライフ・サポーター あなたを守る防災ラジオ」（2024年3月9日[10][11]）

### 鹿児島放送局時代（2024年度 - ）
- 情報WAVEかごしま
  - 白鳥哲也の代理キャスター（2024年12月26日）
  - 島田莉生の代理キャスター（2024年12月27日）